# Holly Jackson
Holly Jackson (Buckinghamshire, 6 december 1992) is een Britse schrijfster. Ze is vooral bekend van de boekenreeks A Good Girl's Guide to Murder. Het eerste deel werd (losjes) verfilmd door de BBC (gestreamd op Netflix) met Emma Myers in de hoofdrol.

## Biografie
Jackson groeide op in Buckinghamshire, nabij Londen in Engeland. Ze studeerde aan de University of Nottingham, waar ze literaire taalkunde en creatief schrijven volgde. Daarna behaalde ze een masterdiploma in Engelse literatuur.
In 2019 publiceerde ze haar debuutroman A Good Girl's Guide to Murder (in het Nederlands vertaald als: Moordgids voor lieve meisjes). Het boek werd een fenomeen op de netwerkdienst TIkTok. Het boek – het eerste deel van een trilogie – werd in 2020 winnaar van de British Book Awards Children's Fiction Book of the Year (2020). Het boek werd genomineerd voor de Goodreads Choice Award voor Young Adult Fiction (2020) en de Britse YA Book Prize (2020). Het was verder een van de Barnes and Noble Best Books of the Year (2020) en stond op de lijst Amazing Audiobooks for Young Adults van de American Library Association (2021).
Naast twee vervolgdelen, Good Girl, Bad Blood (2020), in het Nederlands vertaald als: Lief meisje, kwaad bloed, en As Good As Dead (2021), in het Nederlands vertaald als: Zo lief als de dood, publiceerde Jackson ook een prequel: Kill Joy (2021), in het Nederlands vertaald als: Doodleuk. Good Girl, Bad Blood werd uitgegeven door Delacorte Press; de overige boeken door Electric Monkey. Good Girl, Bad Blood werd genomineerd voor de YA Book Prize in 2021.

### Overige werken
In 2022 bracht Jackson haar roman Five Survive (in het Nederlands vertaald als: De vijf die blijven) uit. In 2024 verscheen haar roman The Reappearance of Rachel Price. Het boek werd in het Nederlands vertaald als: De terugkeer van Rachel Price. In oktober 2024 werd aangekondigd dat Jacksons debuutroman voor volwassenen, een thriller getiteld Not Quite Dead Yet, zal verschijnen in juli 2025.